# Bohuňov (Vysočina)
Bohuňov (in tedesco Bohuniow) è un comune ceco situato nel distretto di Žďár nad Sázavou, nella regione di Vysočina.